# 白背黄花稔
白背黄花稔（学名：Sida rhombifolia），为锦葵科黄花稔属下的一个植物种。

## 外部連結
- 黃花母 Huang Hua Mu （页面存档备份，存于） 中藥標本數據庫 (香港浸會大學中醫藥學院) （繁體中文）（英文）